# Аминур Рахман
Амину́р Рахма́н (бенг. আমিনুর রহমান, англ. Aminur Rahman, род. 30 октября 1966, Дакка) — современный бангладешский поэт, пищущий на бенгальском языке. Считается достойным наследником Рабиндраната Тагора.

## Краткая биография
Закончил фармакологический факультет Университета Дакки. Опубликовал 6 сборников стихов на бенгальском языке и три сборника прозы. Стихи поэта переведены на 25 языков мира, в том числе английский (4 сборника), арабский, испанский (3 сборника), итальянский, китайский, малайский, монгольский, немецкий, непальский, русский, урду, французский, хинди.
Аминур Рахман занимается также художественным переводом (опубликовал 10 сборников переводов поэзии) и литературной критикой.
Является членом редколлегии ряда литературных журналов, редактором многих сборников, в том числе Антологии стихов и Антологии рассказов стран Ассоциации регионального сотрудничества Южной Азии (2011).
Представлял Бангладеш на поэтических фестивалях в Англии, Индии, Ираке, Колумбии, Малайзии, Японии, Монголии, Никарагуа. C 2021 года редактор поэтического журнала "The Dhaka Review , издаваемого в Штуттгарте (Германия).

## Основные сборники[5]
- Aminur Rahman. Bishashikorotole (1989)
- Aminur Rahman. Hridoypure Dubshatar (1991)
- Aminur Rahman. Nivriti Nirvarata (1998, VCD)
- Aminur Rahman. Nirbachito Abritti (2000, CD)
- Aminur Rahman. Thikana: Kobitadhigir Par (2003)
- Aminur Rahman. Annanaya Kabita with CD (2003)

## Стихи Аминура Рахмана в переводах
- Aminur Rahman. Love and Other Poems. Translated by Sudeep Sen. London : Aark Arts, 2001, ISBN 978-1-899179-72-5. (английский яз.)
- Aminur Rahman. La escultura. London : Aark Arts, 2002. (испанский яз.)
- Gedichte von Aminur Rahman und Manfred Chobot, Übersetzung der Gedichte von Aminur Rahman ins Deutsche: Manfred Chobot; Übersetzung der Gedichte von Manfred Chobot ins Bangla: Aminur Rahman. Montreal: Sacac; London and Dhaka: Kathak, 2003; ISBN 1-339-63912-2. (немецкий язык)
- Aminur Rahman. Love Poems. Edited by Kazuko Shiraishi. Montreal: Sacac, 2004. (английский язык)
- Aminur Rahman. One Poem in Ten Languages. Translated by Sudeep Sen (India), Manfred Chobot (Austria), Dr. Victor A. Pogadaev (Russia), Wu An (Malaysia), Mofazzal Hussain Khan (Bangladesh), Rafael Patino (Colombia), Haji Hamdan Yahya (Malaysia), Yusuke Keida (Japan), Bilkis Mansoor (Bangladesh). Monreal: SAKAK, London, Dhaka: KATHAK, 2004.
- Aminur Rahman. Self-willed Exile (Kerelaan Pembuangan Sendiri); Suicide (Pembunuhan Diri). Translated into Malay by Dr. Victor A. Pogadaev. — In NUMERA World Poetry Reading (Baca Puisi Dunia NUMERA). Kuala Lumpur: NUMERA, 2012, p. 12-14. (малайский язык)
- Aminur Rahman. Perpetual Diary (Diario Perpetuo). Translated by Carlos Bedoya, Rafael Patino, Rafael Carcelen Garcia and Maria Menor. Edited by Anastasio Lovo. Granada: Ithaka, 2013. ISBN 9789490347277 [6] (английский, испанский языки)
- Aminur Rahman. Perpetual Diary (Diari Abadi). Penterjemah Raja Rajeswari. Kuala Lumpur: Numera, 2016 [7].
- Aminur Rahman. Perpetual Diary (Дневник моей жизни). Перевод Виктора Погадаева. М., "Ключ-С", 2016, 84 с. ISBN 978-5-906751-58-4

## Переводы Аминура Рахмана
- Bishwo Shera Shamakaleen Chhay Kobir Kobita (World’s Best Contemporary Six Poets’ Poems). Dhaka: Adorn Publication, 2017.[8].
- Dhaka Anthology of World Poetry. Dhaka: Adorn Books, 2018

## Награды
- Золотая медаль Чингизхана (Монголия, 2006)[9].
- Награда "Пегас" (Heaven Horse Award) (Монголия, 2015) [10]
- Международная литературная награда "Нумера" (Numera World Award of Letters) (Малайзия, 2016) [11]
- Contribution Award for International Poetry (Taiwan, 2016)[12]
- Почётный член Союза писателей народов мира (Казахстан, 2018)
- Приз "Золотой витязь" за переводы русской классики на бенгальский язык (2022)[13].

## Впечатление
...  Стихи Аминура Рахмана наполнены окружающим миром: «музыкой воды», «порывами ветра», «магией птицы» (Жду тебя тысячу лет). И ему небезразлично, что станет с этим прекрасным миром. Он хочет, чтобы на земле по-прежнему «продолжалась жизнь» и было «бесконечное голубое небо» (Жизнь I).

Поэт даёт свободу словам, вверяет языку свой опыт и воображение. Ему удаётся из десятков букв алфавита создавать огромное количество вариантов стихов о любви, выражающих общий опыт художгика, как перстень на пальце, который как бы является продолжением его личности и делает неповторимым стиль, форму и цвет. - Виктор Погадаев 